# 布雷斯地区沙特努瓦
布雷斯地区沙特努瓦（法語：Châtenoy-en-Bresse，法語發音：[ʃatnwa ɑ̃ bʁɛs]）是法国勃艮第-弗朗什-孔泰大区索恩-卢瓦尔省的一个市镇，属于索恩河畔沙隆区。

## 地理
布雷斯地区沙特努瓦（46°47'30"N, 4°54'48"E）面积6.69 平方千米，位于法国勃艮第-弗朗什-孔泰大區索恩-卢瓦尔省，该省份为法国中部省份，北起顺时针与科多尔省、汝拉省、安省、罗讷省、卢瓦尔省、阿列省和涅夫勒省接壤。
与布雷斯地区沙特努瓦接壤的市镇（或旧市镇、城区）包括：萨斯奈、阿莱里奥、索恩河畔沙隆、克里塞、圣马塞尔。
布雷斯地区沙特努瓦的时区为UTC+01:00、UTC+02:00（夏令时）。

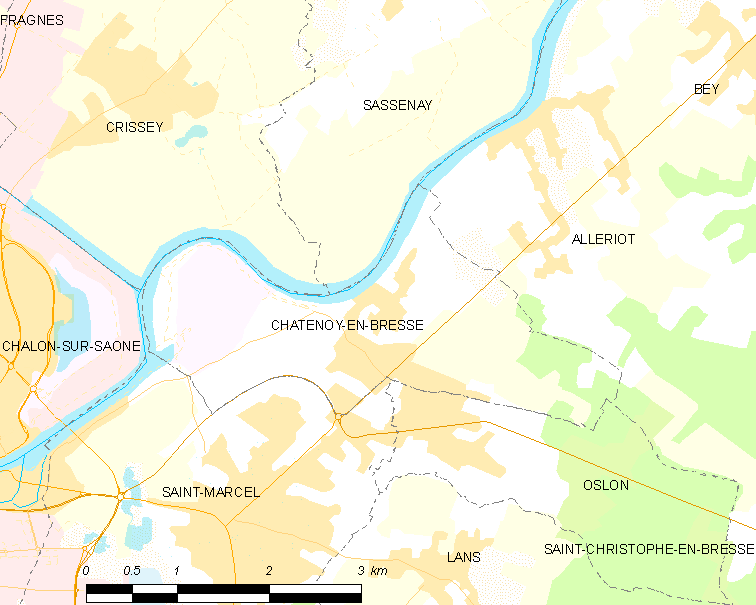
布雷斯地区沙特努瓦的OSM定位图

## 行政
布雷斯地区沙特努瓦的邮政编码为71380，INSEE市镇编码为71117。

## 政治
布雷斯地区沙特努瓦所属的省级选区为索恩河畔乌鲁县。

## 人口

1962-2008年间布雷斯地区沙特努瓦人口变化图示

布雷斯地区沙特努瓦于2022年1月1日时的人口数量为1098人。